# Slag bij het Teutoburgerwoud
De Slag bij het Teutoburgerwoud, Varusslag of door Romeinse en latere geschiedschrijvers in het Latijn clades Variana (Varusramp) was een veldslag in het jaar 9 n.Chr. tijdens het bewind van keizer Augustus en mogelijk van 9 tot en met 11 september volgens de huidige kalender. Zoals recent bekend is geworden vond de slag met grote waarschijnlijkheid plaats bij Kalkriese. Deze plaats ligt aan de oostkant van de huidige gemeente Bramsche (10 km ten oosten van de gelijknamige stad), ten noorden van Osnabrück. Deze veldslag - bij de mislukte Romeinse poging Germania superior te onderwerpen - werd uitgevochten tussen enerzijds drie Romeinse legioenen onder aanvoering van de veldheer Publius Quinctilius Varus en anderzijds een daartegen opgetrokken coalitie van minstens vier Germaanse stammen onder leiding van de Germaanse edelman en aanvoerder Arminius. De Slag bij het Teutoburgerwoud leidde een zevenjarige oorlog in, aan het eind waarvan de Rijn gedurende ruim vier eeuwen als grens van het Romeinse Rijk werd vastgelegd.

## Historische achtergrond
De Romeinse veldheer Publius Quinctilius Varus bevond zich in 9 n.Chr. met zijn legioenen en hulptroepen in de buurt van Osnabrück (zo'n kleine honderd kilometer ten oosten van het huidige Enschede). Zijn aanwezigheid in Germania maakte deel uit van een uitgebreid strategisch project voor de uitbreiding van het Romeinse rijk ten oosten van de rivier de Rijn en ten noorden van de Alpen. Dit project was in 15 v.Chr. door keizer Augustus in het leven geroepen. Hij had toen zijn stiefzonen Drusus en Tiberius aan het hoofd gesteld van een veldtocht tegen de Raeti en Vindelici. Dit nadat een jaar eerder het koninkrijk Noricum op vermoedelijk vreedzame wijze als de provincie Noricum aan het Romeinse Rijk was toegevoegd. Drusus, die vervolgens het bevel over de legioenen aan de Rijn overnam, leidde in de jaren van 12 v.Chr. tot zijn dood in 9 v.Chr. uitgebreide verkenningstochten ten oosten van de Rijn, waarbij hij onder andere de rivieren de Elbe en de Saale bereikte. Vanaf de Rijn kon de vloot over het Drususkanaal, en door het Flevomeer, de Waddenzee en de Noordzee deze militaire expedities logistiek ondersteunen.
Volgens de huidige algemene opinie van historici was het doel van de Romeinen om de gebieden tussen de Rijn en de Elbe, waar zich nederzettingen van Germaanse stammen bevonden, onder permanente Romeinse heerschappij te brengen. Daartoe bouwden zij vooral aan de Rijn (Rhenus), de Lahn (Laugona), de Lippe (Lippia) en de Eems (Amisia) en aan de Noordzeekust een aantal militair versterkte logistieke bases en probeerden zij tevens onder de stammen bondgenoten te winnen om zo een politiek van "verdeel en heers" in gang te kunnen zetten. De legerveldtochten onder leiding van Drusus vormden de eerste fase van een continue en militaire penetratie in de gebieden gelegen ten oosten van de Rijn. Deze politiek werd op 1 januari van het jaar 7 v.Chr. afgesloten met een triomftocht in Rome voor Tiberius.
Totdat hij in 6 v.Chr. om dynastieke redenen in Rhodos in zelf opgelegde ballingschap ging, zette Tiberius, die in de jaren daarvoor Pannonia had veroverd, na diens dood de politiek van zijn broer voort. Verdere successen in de pacificatie van het gebied tussen Rijn en Elbe bewerkten Lucius Domitius Ahenobarbus en Tiberius, nadat hij in 4 n.Chr. uit ballingschap was teruggekeerd. Als een bedreiging zagen de Romeinen de Marcomanni onder hun leider Maroboduus. Zij hadden zich ten tijde van Drusus onder druk van de Romeinen teruggetrokken in het gebied dat tegenwoordig Bohemen heet. In het jaar 4 n.Chr. viel onder Tiberius een Romeins leger het Germaanse gebied pal ten oosten van de Rijn binnen en onderwierp de Cananefaten, Chattuarii en de Bructeren. Hij voerde zijn leger tot aan de Weser. Voor het jaar 6 n.Chr. stond een grote aanval tegen Maroboduus gepland. Hieraan zouden maar liefst twaalf legioenen onder leiding van Tiberius en Gaius Sentius Saturninus meedoen. De grote Illyrische opstand (6-9 n.Chr), die tegelijkertijd in Pannonia en Dalmatia was uitgebroken, noopte echter tot een verandering in de plannen. De meeste van de twaalf legioenen werden ingezet om deze opstand te bestrijden.

### Publius Quinctilius Varus
In 7 na Christus werd Publius Quinctilius Varus tot proconsul (gouverneur) en legatus pro praetore van Germania benoemd, en tot de nieuwe Romeinse bevelhebber over minstens drie legioenen en hulptroepen aan de Rijn (het leger van Germania Inferior). Hij was een persoonlijke vriend van keizer Augustus. Eerder had Varus een gelijkaardige functie bekleed in Syrië, dat hij volgens de Romeinse geschiedschrijver Marcus Velleius Paterculus door zijn bewind arm maakte. Hij omschreef Varus als een hebzuchtig tiran, beïnvloedbaar en traag van lichaam en geest, maar hij was heel ervaren door het succesvol neerslaan van een opstand in Judaea in 4 v.Chr. Paterculus was ten tijde van de Slag bij het Teutoburgerwoud een Romeins cavalerie-officier die vele deelnemers aan de slag persoonlijk kende, waaronder Varus. Waarschijnlijk nam hij met Arminius deel aan de Romeinse veldtochten in de Balkan. Toen Varus zijn ambt in Germania opnam was het gebied al grotendeels onder Romeins gezag. Talrijke Germaanse soldaten maakten deel uit van de hulptroepen van het Romeinse leger en de Germaanse burgers werden gedwongen hun cultuur en hun zeden en gewoonten te verruilen voor het Romeins burgerrecht (civitas Romana), en moesten zich voorbereiden op een leven in nog te bouwen steden naar Romeins voorbeeld. Keizer Augustus was van plan om Germania uit te bouwen en te organiseren als een nieuwe Romeinse provincia en de Elbe tot rijksgrens te maken. Maar van vreedzaam samenleven was niet lang sprake, want er kwam een abrupt einde aan. Volgens sommigen door de latente barbaarsheid en de onbetrouwbare inborst van het Germaanse volk, volgens anderen echter door het gebrek aan tact en respect van Varus, en door zijn hebzucht. De meeste bronnen vermelden dat hij veel te haastig en te doortastend de romanisering wilde doorvoeren. Germaanse stammen vervielen in armoede omdat er hoge belastingen opgelegd werden, en door de invoering van het Romeinse recht werden er talloze uitspraken gedaan en beslissingen genomen die tegen het traditionele eergevoel van de Germaan indruisten. In de hulptroepen van het Romeinse leger diende een vooraanstaande Germaanse aanvoerder en edelman die het vertrouwen van Varus genoot, maar die achter de schermen de aanzwellende gevoelens van opstand van zijn landgenoten kanaliseerde tot een coalitie van Germaanse stammen: Arminius.

### Arminius
Hij werd rond het jaar 18 of 17 v.Chr. geboren in de stam van de Cherusci en was een zoon van een van de leidende Cheruskische stamhoofden, Sigimer of Segimer. Volgens de geschiedschrijvers Paterculus en Lucius Cassius Dio speelde Segimer ook een rol in de opstand van zijn zoon. Met zijn jongere broer Flavus nam Arminius dienst in de hulptroepen van het Romeinse leger, meer bepaald de cavalerie. Arminius klom op tot bevelhebber van een ruitereenheid. Hij verwierf het Romeins burgerrecht en maakte zelfs deel uit van de Romeinse ridderstand, de Equites. Ook zijn broer Flavus bekwam het Romeins burgerrecht. Hij maakte eveneens deel uit van de Equites en bleef in tegenstelling tot Arminius trouw aan de Romeinen. Hij bevocht onder het bevel van Nero Claudius Germanicus zijn broer in de open veldslag bij Idistaviso (de Slag bij de Weser) in 16 n.Chr. in het leger van keizer Tiberius Julius Caesar Augustus, waarbij de Germanen zeer zware verliezen leden. In 7 n.Chr. keerde Arminius terug naar Germania waar hij deel uitmaakte van de militaire staf van provinciegouverneur Publius Quinctilius Varus. Hij leek een trouwe Romeinse officier, maar zijn Germaanse roots en gevoelens moeten geraakt zijn door de rampzalige gevolgen van de hoge belastingen die Varus de Germanen oplegde en door de neerbuigende en arrogante houding van de Romeinen jegens zijn landgenoten. Drie historische geschiedschrijvers (Paterculus, Florus en Lucius Cassius Dio) zijn het erover eens dat de belastingen die Varus oplegde de oorzaak van de Germaanse opstand waren. Arminius begon met de voorbereidingen van een opstand met het doel een eigen koninkrijk te kunnen stichten en legde in het geheim contacten met de aanvoerders van verschillende belangrijke stammen. Buiten zijn eigen stam, de Cherusci, waren dat de Chatti, de Chauci, de Bructeri, de Sicambri, de Marsi en de Angrivarii.

## Veldslag

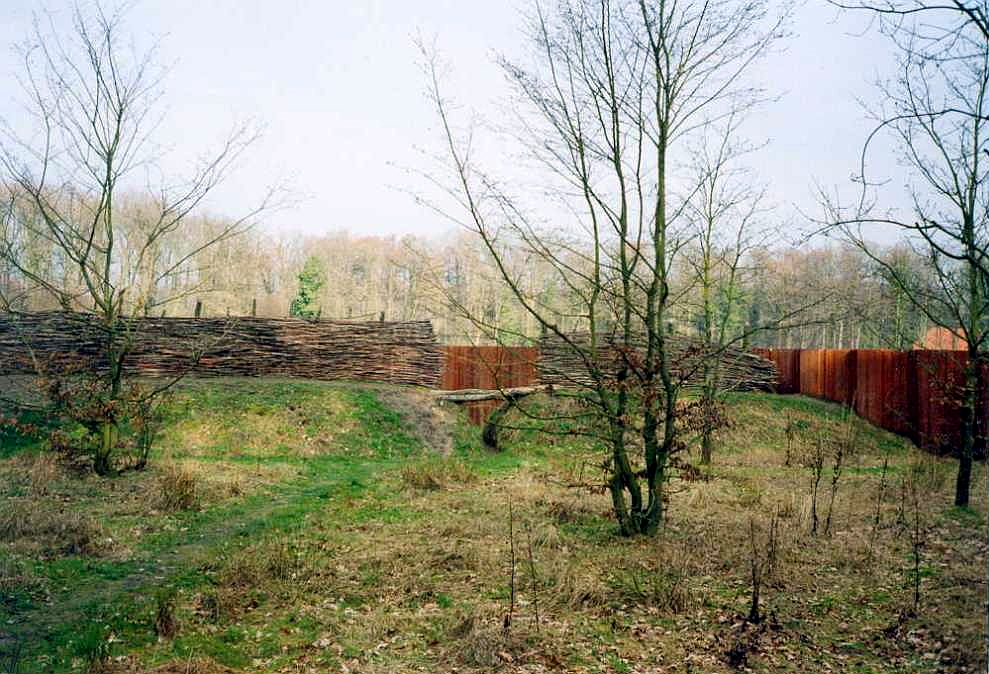
Reconstructie van de Germaanse wal

De bij de Slag bij het Teutoburgerwoud betrokken legioenen van Varus - het XVIIe, XVIIIe en XIXe, zes cohorten hulptroepen en drie alae cavalerie, ongeveer 18.000 man in totaal - waren op de terugreis naar hun winterkampen in Xanten, Anreppen en Haltern am See (Aliso), toen ze op de derde dag van de veldslag in een door Arminius voorbereide hinderlaag liepen. Voor deze hinderlaag werd door de Germanen tussen twee stromen een van oost naar west lopende, minstens zevenhonderd meter lange, zigzaggende wal aangelegd volgens de topografie van de flessenhals tussen de honderdzevenenvijftig meter hoge Kalkrieseheuvel en het großes Moor (groot moeras) waardoor de Romeinse colonnes door een fuik gejaagd werden waar de legionairs te weinig bewegingsruimte hadden om hun gebruikelijke gevechtstechnieken te kunnen inzetten. Uit deze flessenhals konden ze niet ontsnappen en ze werden vooral in de flanken belaagd. Het meest toegankelijke deel ervan had een breedte van slechts tweehonderdtwintig meter. Deze locatie kan men toepasselijk 'engte' of saltus genoemd hebben. De Romeinse benaming Saltus Teutoburgiensis die dikwijls als Teutoburgerwoud vertaald werd, zou eigenlijk als 'Teutoburger Engte' moeten vertaald worden. Eén van de wijken van de stad Bramsche draagt trouwens de naam Engter. De wal werd ontdekt op de archeologische site van Oberesch waar sinds 1989 de meeste opgravingen plaatsvinden. Maar Oberesch is niet de enige locatie waar gevechten plaatsvonden. Bewijzen van gevechten werden op verschillende locaties tussen Kalkrieseheuvel en het moeras Großes Moor gevonden. De locatie van de hinderlaag was strategisch bepaald, zodanig dat de meest nabije Romeinse legerkampen, zoals Haltern am See, 70 tot 100 km verwijderd waren. Deze grote afstand op het moment van de zwaarste aanvallen, die uiteindelijk op de derde dag van de veldslag tot de totale vernietiging van de drie legioenen leidde, wordt vermeld in het tweede hoofdstuk van 'Romeinse geschiedenis' van Lucius Cassius Dio - de enige geschiedschrijver die veel van de veldslag zelf beschreef - en is een belangrijk historisch argument ter ondersteuning van Kalkriese als de locatie van de veldslag. Toen op de derde dag van het gevecht de Romeinse ondergang onafwendbaar bleek, pleegde Varus zelfmoord. Slechts enige tientallen Romeinen slaagden erin aan de vijand te ontsnappen en de Romeinse legerplaatsen aan de Rijn te bereiken.
Volgens een Romeinse overlevering, vermeld door Suetonius, was keizer Augustus zo ontzet door de uitkomst van de slag dat hij zijn baard en haren maanden liet groeien als een teken van rouw en regelmatig uitriep: Quinctili Vare, redde legiones! (Quinctilius Varus, geef me mijn legioenen terug!). Ook zou hij de dag van de nederlaag voor enkele jaren tot een dag van rouw hebben uitgeroepen.

### Verloop van de veldslag
De achtergrond en gebeurtenissen van de Slag bij het Teutoburgerwoud worden in meerdere Romeinse historische bronnen beschreven (Ovidius, Marcus Manilius, Strabo, Marcus Velleius Paterculus, Tacitus, Suetonius, Florus en Lucius Cassius Dio), maar er is geen consensus over de details: de route van Varus' leger door het woud, het aantal dagen dat de slag duurde (drie of vier) en de verschillende gebeurtenissen in dit tijdbestek. Recent (2019) is er zelfs discussie ontstaan of de wal op de voet van Kalkrieseheuvel van Germaanse (de originele opvatting) of van Romeinse oorsprong is.
In de herfst van het jaar 9 na Christus begon Varus zijn legioenen van de Weser te verplaatsen naar de winterkwartieren langs de Rijn (de legerkampen van Xanten, Anreppen en Haltern am See). Arminius berichtte Varus van fictieve opstanden door verschillende stammen in het westen en raadde hem mogelijk aan zijn leger door het onbekende Teutoburgerwoud te sturen om sneller op de locatie van de 'opstanden' te zijn. Segestes, een Germaans edelman en een leider van de Cherusken had weet gekregen van de grootschalige samenzwering van Arminius en waarschuwde Varus. Omdat Varus deze waarschuwing als een uiting van een persoonlijke vete tussen beide Cherusken beschouwde en de tekenen van vriendschap jegens hem van de loyaliteit van de Germanen hadden overtuigd, sloeg hij de waarschuwing in de wind. Voordat het leger van Varus aan de door Arminius aanbevolen marsroute door het Teutoburgerwoud begon om ten strijde te trekken tegen de vermeende opstandelingen, verlieten Arminius en de andere Germaanse samenzweerders in de staf van Varus het legerkamp onder het voorwendsel onder de Germaanse stammen meer bondgenoten te verzamelen om de Romeinen zo snel mogelijk te hulp te snellen. Varus liet hen in volle vertrouwen vertrekken.
Cassius Dio schrijft dat Varus zijn legioenen, in tegenstelling tot de Romeinse gewoonte in vijandig gebied, niet bij elkaar hield, maar Paterculus schrijft dan weer dat de drie legioenen tezamen vernietigd werden. De realiteit was waarschijnlijk dat Varus, vanaf het moment dat hij het nieuws over de opstanden vernam, zijn troepen hergroepeerde en niet van plan was zich naar het noorden te begeven met een te zwak leger, wat aantoont dat Varus een meer capabel generaal was dan soms verondersteld wordt. Daartegenover schreef Paterculus heel nadrukkelijk dat de soldaten van de drie legioenen geen schuld hadden aan de ramp, en dat door de onervarenheid van hun leider Varus de veldslag verloren werd.

#### Dag één
Varus leidde zijn troepen diep in Germaans territorium. Tijdens de mars was hij zich van geen gevaar bewust omdat hij door de gebieden van zijn Germaanse bondgenoten trok. De militaire colonnes vormden een langgerekte marsformatie met tussen de eenheden de karren van de bagagetrein en kampvolgers (vrouwen en kinderen uit de families van de legionairs, bedienden en slaven), een opbouw waardoor de troepen extra belast werden (Cassius Dio; 'Romeinse geschiedenis 56.20.2.). Varus verzuimde het om verkenners uit te sturen om hinderlagen te voorkomen. Bij het betreden van het Teutoburgerwoud brak een storm los met hevige regen, waardoor in combinatie met slechte wegen en ruw terrein de marscolonne tot vierentwintig km lengte uitgerekt werd. Terwijl de Romeinen zich moeizaam een weg baanden door het woud, begonnen door Arminius verzamelde Germaanse krijgers met hit-and-run aanvallen op de langgerekte colonnes. Zij waren gewapend met lichte zwaarden, grote lansen en met framea, korte speren met een smal blad. Er zullen ook wel boogschutters geweest zijn. Omdat de Germanen wisten dat de Romeinen door het beboste terrein hun superieure gevechtsformaties niet konden vormen zoals op open terrein, zorgden zij ervoor de overhand te krijgen op geïsoleerde groepen legionairs door een overwicht aan manschappen. Zo verloren de Romeinen de hele dag door manschappen, maar slaagden er toch in een versterkt noodkamp voor de nacht in te richten. Volgens Cassius Dio lieten de Romeinen de bagage die zij niet nodig hadden achter en/of staken het in brand.

#### Dag twee
De volgende ochtend leden de Romeinen weer zware verliezen voordat zij open terrein bereikten. Varus moet zich gerealiseerd hebben dat hij verraden was door Arminius en dat een groot deel van de Germaanse cohorten hulptroepen ofwel gedeserteerd was, ofwel naar Arminius overgelopen. De overblijvende loyale cavalerie was waardeloos bij gevechten in wouden waardoor de flanken van de Romeinse colonnes niet konden beschermd worden en er geen efficiënte verkenning kon gebeuren. Vele hogere officieren waren gedood of gewond en Varus kan zelf ook gewond geweest zijn. Hij begon zijn overblijvende troepen richting het Romeinse kamp te Haltern am See (Aliso) te dirigeren dat op ongeveer honderd km naar het zuidwesten gelegen was, maar om Haltern am See te bereiken moesten de colonnes terug door bebost terrein. Na hevige regen waardoor de al moeilijk begaanbare wegen in modderpoelen herschapen werden en voortdurende aanvallen van Germaanse krijgers ondernamen de Romeinen 's nachts een poging om te ontsnappen uit een noodkamp, met als locatie het huidige Felsenfeld. Op de avond van de tweede dag waren er nog maar achtduizend legionairs gevechtsklaar en er waren vele gewonden.

#### Dag drie
De twee kampcommandanten van het XVIIe en het XVIIIe legioen, Ceionius en Lucius Eggius, vormden twee gevechtsgroepen van vierduizend man elk. Beide commandanten worden vernoemd door de Romeinse geschiedschrijver Marcus Velleius Paterculus. De ene groep bestond uit het XVIIe legioen en de resten van het XIXe legioen onder het bevel van Eggius en de andere uit het XVIIIe legioen en de resten van de hulptroepen onder het bevel van Ceionius. Na hun ontsnapping uit het kamp van Felsenfeld kwamen de opgejaagde troepen aan een smalle doorgang, op sommige punten niet breder dan honderd meter, tussen een beboste heuvel in het zuiden (Kalkrieseheuvel) en een ontoegankelijk moeras in het noorden (großes Moor). De Germanen hadden tussen Kalkrieseheuvel en het moeras op de noordelijke flank van de heuvel een minstens zevenhonderd meter lange zigzaggende wal aangelegd waarop zij de reeds uitgedunde Romeinse colonne opwachtten. De wal werd bemand door een leger dat nog niet veel was ingezet en dat uit ongeveer vijftienduizend Germaanse krijgers bestond afkomstig van de Bructeri, de Cherusci en de nieuw aangekomen Angrivarii uit het noorden. Deze laatste stam stond bekend om haar felle onafhankelijkheidsgevoelens. Een andere groep Germaanse krijgers viel ten oosten van Oberesch vanuit het woud de achterhoede en de flanken van de Romeinse soldaten aan waarbij deze langzaam maar zeker in de richting van de hinderlaag, de zigzaggende wal met daar tegenover het moeras, gedreven werden. Aangekomen te Oberesch, waar de wal begon, werd de val rond de Romeinen gesloten. Omdat ze zich in een nauwe doorgang bevonden, op het breedste punt slechts ongeveer tweehonderdtwintig meter breed, konden de zwaar geharnaste legionairs hun wapens niet efficiënt gebruiken, noch hun gebruikelijke gevechtsformaties vormen. Het noordelijke deel van deze doorgang bevond zich buiten bereik van de Germaanse speren. De Romeinen begrepen dat ze door de hinderlaag niet langer naar het noordwesten konden trekken en dat ze de meer toegankelijke weg naar Haltern am See (Aliso) aan de Lippe en Xanten aan de Rijn moesten nemen, in zuidwestelijke richting. Geen keuze hebbend ondernamen ze volgens de archeologische context verschillende aanvallen op de wal, maar werden keer op keer teruggeslagen en moesten verder langs de wal waardoor de Germanen velen van hen konden doden. Hierdoor ontstond totale chaos in de bevelvoering van het desintegrerende leger. Toen het grootste deel van de twee gevechtsgroepen van Lucius Eggius en van Ceionius vernietigd was, stelde Ceionius de overgave van de rest van de troepen voor. De verspreiding van de artefacten wijst er alleszins op dat het Romeinse leger in twee gesplitst werd. De zuidelijke groep werd ofwel vernietigd ten westen van de Kalkrieseflessenhals, of konden zich hergroeperen en gingen voort naar het zuidwesten in de richting van de Lippe zonder archeologisch vaststelbare verliezen. Er zijn bewijzen dat er overlevenden waren die afwisten van gevechten in de Lippe vallei.
De legaat Numonius Vala, leider van de Romeinse elitecavalerie, vluchtte weg met zijn ruiters. Mogelijk had Varus hem gevraagd met de ongeveer driehonderd overgebleven ruiters hulp te halen bij twee andere legioenen, nl. het Iste en het Vde gelegerd ten westen van de Rijn te Moguntiacum (het hedendaagse Mainz) en onder het bevel van Lucius Nonius Asprenas, Varus' neef Lucius. Nonius Asprenas was een Romeins senator die in 9 n.Chr. in dienst was van Varus als consulair legaat in Germania. Vala kon ook de Frisii, Germaanse bondgenoten ten noorden van de Rijn, te hulp roepen. Maar volgens Marcus Velleius Paterculus vertrok Vala met de bedoeling te deserteren. Hij reed naar het noorden maar zijn gedecimeerde en uitgeputte cavalerie werd snel tot de laatste man vernietigd door grotere eenheden Germaanse cavalerie van de voormalige hulptroepen van Varus die mogelijk door Arminius aangevoerd werden.
Beseffend dat ontsnappen onmogelijk was, pleegde Varus zelfmoord door zich volgens Romeins voorschrift op zijn zwaard te werpen, liever dan gevangen genomen te worden. De meeste van zijn hogere officieren, waaronder Ceionius, volgden zijn voorbeeld, waardoor de overgebleven spirit van het leger gebroken werd en de overgebleven manschappen uit elkaar vluchten. Hiervan maakten de Germanen gebruik door in grote aantallen van de wal af te dalen en zich op de legionairs te storten. De veldslag ontaardde in een moordpartij en de Romeinen werden praktisch tot de laatste man gedood, waaronder ook Lucius Eggius. Sommige legionairs begroeven hun kostbaarheden en probeerden te vluchten, maar werden afgeremd door de moeilijk toegankelijke bossen ten westen en ten noordwesten van Oberesch, werden ingehaald en uiteindelijk ook gedood. Lucius Annaeus Florus laat overlevenden van de veldslag in zijn Bellum Germanicum gruwelijke verhalen overleveren: sommigen werden de handen afgehakt, anderen de ogen uitgestoken. Volgens de annalen van Publius Cornelius Tacitus werden vele officieren aan de oorlogsgoden geofferd volgens de inheemse religieuze ceremoniën van de Germanen. Sommigen zouden in potten gekookt zijn en hun beenderen werden gebruikt voor deze rituele ceremoniën. Voor andere officieren werd losgeld gevraagd, en enkele gewone soldaten zouden tot slaaf gemaakt zijn. Toen het lichaam van Varus door de Germanen gevonden werd, werd het in stukken gehakt. Het hoofd van Varus werd afgeleverd bij koning Maroboduus van de Marcomannen die het opstuurde naar keizer Augustus. Toen Augustus het hoofd ontving zou hij de historische woorden Vare, legiones redde! (Varus, geef mijn legioenen terug!) uitgesproken hebben. De Slag bij het Teutoburgerwoud zou nog heel lang nazinderen in de Romeinse samenleving.

#### Na de slag
Lucius Nonius Asprenas, neef van Varus en bevelhebber van het Iste en het Ve legioen en als consulair legaat in dienst van Varus, trok na het vernemen van de catastrofe bij het Teutoburgerwoud met zijn legioenen vanuit de legerplaatsen ten westen van de Rijn (in het hedendaagse Mainz) langs de rivier om de winterkampen van Xanten, Anreppen en Haltern am See (Aliso) te beschermen, en om onderweg overlevenden van de slag op te vangen. Tijdens deze acties werd hij beschuldigd van diefstal van de bezittingen van de officieren die bij het Teutoburgerwoud gesneuveld waren. Alvorens op de eerste dag van de veldslag door het Teutoburgerwoud naar een vermeende opstand te trekken, had Varus Lucius Caedicius, prefect van het XIXe legioen, opdracht gegeven om met de meeste families van het XVIIe, XVIIIe en XIXe legioen en hun bagage naar Aliso te trekken en daar een winterkamp op te richten. Caedicius bereikte Aliso veilig maar enkele dagen na aankomst begonnen na de veldslag uitgezwermde Germaanse krijgers Romeinse legerplaatsen en steden ten oosten van de Rijn aan te vallen. Ze belegerden ook het kamp van Aliso, waar ondertussen ook overlevenden van de veldslag aangekomen waren. Het kamp van Aliso sloeg gedurende weken of misschien zelfs enkele maanden de Germaanse aanvallen af. Toen de situatie onhoudbaar werd brak het garnizoen van Caedicius door de belegering en bereikte de Rijn met de overlevenden van de veldslag bij het Teutoburgerwoud en met de families van de drie vernietigde legioenen van Varus. Caedicius had lang genoeg weerstand geboden om Lucius Nonius Asprenas met zijn twee legioenen, de enige overgebleven in Germania, de tijd te geven om de verdediging van de Rijn (de grens van Germania met het Romeinse Rijk) te organiseren, totdat een nieuw leger arriveerde om Arminius te beletten Gallia binnen te vallen. Dit leger bestond uit het XXe en het XXIe legioen, en stond onder het bevel van generaal Tiberius, de toekomstige keizer (14 n.Chr. - 37 n.Chr.). Het Rijnleger zou onder generaal Tiberius tot acht legioenen uitgebreid worden.

### Archeologische context
Kalkriese is een van de zeldzame sites waar de archeologische context de resultaten van een open veldslag laat zien. Deze context heeft veel licht geworpen op de gevechten in het Teutoburgerwoud, maar de historische geschreven bronnen zijn nog altijd belangrijk. De interpretatie van de meeste artefacten is immers op deze bronnen gebaseerd.
De Germaanse wal had een sleutelfunctie in de veldslag. Romeinse zware infanterie was veel beter toegerust en dus efficiënter en sterker dan Germaanse krijgers die in ongestructureerde groepen vochten en uitgerust waren met lange speren, framea (korte speren met een smal blad) en schilden. Slechts één derde van deze krijgers had een zwaard. Legionairs daarentegen droegen een lorica segmentata (een gelaagd pantser) en helm en werden door grotere en betere schilden beschermd. Legionairs hadden ook werpsperen en elke man had een zwaard en een grote dolk. Deze zware, goed getrainde infanterie kon enkel in een hinderlaag verslagen worden. De totale lengte van de wal bedroeg minstens zevenhonderd meter en hij verliep zigzaggend op de flank van Kalkrieseheuvel. De breedte bedroeg ongeveer viereneenhalve meter, de hoogte bijna twee meter en op de top was een palissade van bijna anderhalve meter hoogte bestaande uit palen bijeengehouden door buigzame twijgen aangebracht om de Germaanse strijders op de wal tot op borsthoogte te beschermen tegen Romeinse projectielen en dergelijke. Van achter deze palissade konden formaties Germanen een regen van speren, pijlen en stenen op de legionairs laten neerkomen. De wal was opgebouwd met materiaal dat ter plaatse gevonden werd, zoals kalksteen, zand en turf, en de lokale topografie werd efficiënt benut. In de wal waren doorgangen voorzien waardoor de Germanen snelle infanterie en cavalerie aanvallen op de Romeinen konden uitvoeren en zich snel konden terugtrekken indien nodig. Hierdoor, en in combinatie met de geringe ruimte tussen de wal en het moeras, werd elke poging om de typische Romeinse gevechtsformaties te vormen in de kiem gesmoord waardoor de legionairs in paniek raakten. Achter de wal was een afwateringsgeul gegraven om wegspoelen van de wal ten gevolge van hevige regen te voorkomen. Het was tijdens de gevechten uiteindelijk ingestort en bedekte een groot gebied met artefacten die meer inzicht verschaffen in de oorlogsverrichtingen tussen de legionairs en de Germaanse krijgers, zoals een groep legionairs die, omdat ze in de val zaten, de wal bestormden maar door de Germanen verpletterd werden en teruggedreven. De ingestorte wal bedekte ook de skeletten in anatomisch verband van twee lastdieren met delen van het tuig dat zij droegen. Ze werden door de instorting in situ gepreserveerd en bleven dus buiten het bereik van plunderende Germanen en aaseters. Door het aanleggen van de wal hadden de Germanen de perfecte locatie voor hun hinderlaag gecreëerd. De Romeinen waren omsingeld door de moerassen in het noorden, de heuvelflank met de wal in het zuiden en door dicht beboste gebieden in het oosten en in het westen, waardoor de legionairs enkel in een smal gebied konden manoeuvreren en hun typische gevechtsformaties niet konden toepassen.
Het centrum van de gevechten was gelokaliseerd op Kalkrieseheuvel nabij de Germaanse wal (site Oberesch) omdat de meeste artefacten in het gebied nabij de wal gevonden werden (zesduizend fragmenten van Romeinse uitrusting). Het opgravingsgebied in de omgeving van de heuvel, dus buiten het opgravingsgebied van de wal, heeft hetzelfde oppervlak als de site van Oberesch, maar er werd een beduidend kleiner aantal artefacten gevonden, slechts ongeveer 500. Daarom moeten op de derde dag de gevechten begonnen zijn ten oosten van Oberesch. Volgens Wilbers-Rost (2009, 2010, 2013) toont de geringere hoeveelheid artefacten gerelateerd aan de eerste fase van de gevechten van de derde dag aan dat de Romeinen, naar gewoonte, hun gewonden met hun volledige uitrusting en wapens nog konden meenemen, wat er dan weer op wijst dat de legionairs zich in deze fase nog met succes verdedigden. Wanneer het gevecht in volle hevigheid was in het beperkte gebied nabij en in de flessenhals, gevormd door onder meer de Germaanse wal, begon de strikte organisatie van de Romeinse troepen af te brokkelen. Vanaf dit moment in de veldslag worden de archeologische vondsten meer en meer geconcentreerd door de aanwezigheid van vele legionairs opeengepakt in een klein gebied, en gewonden en hun uitrusting die achtergelaten moesten worden. Naargelang de gevechten in hevigheid toenamen en het middelpunt van de gevechten nabij de Germaanse wal bereikt werd, neemt de concentratie aan artefacten toe. De verspreiding van de slagveldartefacten over de flessenhals in Oberesch met de wal en over de twaalf kilometer naar het oosten en het westen, verschaft inzicht in de ontwikkeling van een défilé gevecht over een relatief nauw pad waarbij langgerekte formaties troepen afwerende gevechten leveren tegen voornamelijk gecoördineerde aanvallen in de flanken maar zonder duidelijke strategie. Het gevolg van dit défilé gevecht was de verspreiding van duizenden slachtoffers in clusters van uiteenlopende grootte tot enkelingen over een afstand van minstens twintig kilometer, vanaf de eerste aanvallen op de eerste dag van de veldslag tot en met het doden van de laatste legionair in het middelpunt van het gevecht langs de Germaanse wal te Oberesch op de derde en laatste dag. Volgens sommige onderzoekers duurde de slag niet drie, maar vier dagen.
Een andere reden voor de enorme concentratie van artefacten te Oberesch is het door de Germaanse krijgers plunderen van de lichamen van de gesneuvelde Romeinse soldaten. Hierdoor braken vele fragmenten los van het pantser van de legionairs, en van hun zwaarden en schilden, onder meer haken van de maliënkolders en sluitingen van de gelaagde plaatpantsers en van de lederen gordels en banden. Er werden resten van verschillende soorten Romeinse wapens gevonden, zoals lans,- speer- en pijlpunten, loden slingerkogels, fragmenten van pila (de typische Romeinse werpsperen) en bouten van katapulten (langeafstand-artillerie). Fragmenten van scheden tonen het gebruik aan van korteafstandwapens zoals het typische Romeinse legionairszwaard, de gladius, en de pugio (dolk). Resten van defensieve wapens werden, zoals reeds vermeld, ook gevonden : fragmenten van helmornamenten, fittings van pantserplaten en schilden, gespen en fittings van gelaagde plaatpantsers en haken van maliënkolders. Er werden ook metalen frames gevonden die rond de grote schilden van de legionairs zaten en er afgetrokken waren. Met het oog op transport waren ze opgevouwen om later te worden gesmolten. Een aannemelijke verklaring voor deze vondsten is dat onder meer deze frames als oorlogsbuit op stapels gelegd werden om te worden verdeeld onder de overwinnaars en dat sommige op de woeste bodem van het woud over het oog gezien en/of tijdens het transport verloren werden. Resten van ruitersporen en bitten wijzen op de betrokkenheid van cavalerie tijdens de veldslag. Verder bijvoorbeeld nog piketten om tenten op te zetten, nagels van de zolen van legionairssandalen en zelfs de afdruk van een sandaal, chirurgische instrumenten en een bijzonder, zilveren gezichtsmasker afkomstig van de helm van een ruiter. Er werden acht putten gevonden die een mengeling van menselijke en dierlijke beenderen bevatten. De meeste beenderen zijn slechts kleine fragmenten in een zeer slechte staat van preservatie. Ze moeten gedurende twee tot tien jaar op de oppervlakte gelegen hebben voordat ze begraven werden. Op sommige beenderen, meestal schedels, werden houwsporen van zwaarden gevonden. Alle menselijke beenderen zijn afkomstig van gezonde mannen tussen twintig en veertig jaar oud. De dierlijke beenderen zijn afkomstig van trekdieren van de legertrein. Deze putten zijn massagraven die werden aangelegd door de legionairs van Nero Claudius Germanicus, de Romeinse veldheer die in 15 n.Chr. tijdens strafexpedities de plaats van de veldslag bezocht en de zes jaar eerder gesneuvelde legionairs van Varus begroef. Tot nu toe werden nog geen artefacten gevonden met de inscriptie van het XVIIe, XVIIIe of XIXe legioen, bv. op een fragment van een helm, op een genaammerkte bout van een artilleriestuk (een katapult) of op een of andere plaque. Hierdoor zijn sommige historici nog sceptisch over Kalkriese als de exacte locatie van de Slag in het Teutoburgerwoud. De artefacten zouden volgens hen ook van een later gevecht afkomstig kunnen zijn. Maar de indirecte bewijzen in het voordeel van Kalkriese hebben zich in de loop van de jaren opgestapeld.
Ten westen en noordwesten van de site Oberesch worden minder Romeinse vondsten gedaan, maar de waarde ervan is veel hoger dan elders. Vluchtende legionairs verborgen hun kostbaarheden, zoals onder meer munten, door ze haastig te begraven. Er werden er ongeveer vijftienhonderd gevonden, waaronder in begin 2017 een cluster (Engels : hoard) van tweehonderd zilveren munten en enkele gouden en een groot aantal koperen munten waaronder enkele voorzien van de instempeling (Engels : countermark) 'VAR'. Deze munten dateren de gebeurtenis tussen 7 en 10 n. Chr. De betekenis van de instempeling is niet helemaal zeker, maar volgens de meeste onderzoekers betekent het 'Varus'. Toen Varus gouverneur van Germania werd doneerde hij geld aan zijn soldaten. De ingestempelde munten werden geslagen na zijn aankomst in Germania in de zomer van 6 n.Chr. Dit wordt als een van de belangrijkste aanwijzingen beschouwd dat Kalkriese wel degelijk de locatie is waar de veldslag plaatsvond. Toen de Germaanse krijgers uiteindelijk de vluchtenden inhaalden en doodden, bleven hun kostbaarheden tijdens het plunderen van de lichamen onopgemerkt. Aspecten van de Germaanse zijde van de veldslag zijn moeilijker af te leiden uit zowel het archeologisch materiaal als de geschreven bronnen. Slechts één artefact is Germaans : een fragment van een ruiterspoor. Dit impliceert weinig Germaanse verliezen, maar de Germanen verwijderden meer dan waarschijnlijk de lichamen van hun gesneuvelden om ze tezamen met hun wapens te begraven. Vele duizenden Germaanse soldaten uit de hulptroepen van de legioenen van Varus waren gedeserteerd en droegen Romeinse pantsers, zodat deze in de archeologische context 'Romeins' overkomen. Germaanse krijgers droegen vergankelijk materiaal, zoals leder, en weinig metaal. Dit alles resulteert in schaarsheid in de totale archeologische context. Alle geschreven bronnen vertellen vanuit een Romeins perspectief zodat er geen aanwijzingen zijn over het Germaanse standpunt met betrekking tot de slag. Maar er kunnen wel algemene gevolgtrekkingen gemaakt worden uit de archeologische context. De aanwezigheid van de omvangrijke Germaanse wal, die sterk op een Romeinse wal leek, wijst op gemeenschappelijke leiders. De wal kon niet gebouwd worden zonder dat enkele leidinggevenden de bouw ervan, die twee tot drie weken geduurd moet hebben door verschillende Germaanse stammen, organiseerden. De locatie van de hinderlaag was zorgvuldig uitgekozen en voorbereid voor de aankomst van de opgejaagde Romeinse legercolonne, wat erop zou kunnen wijzen dat de Germanen die het hele project leidden hadden gediend in de hulptroepen van het Romeinse leger en dus hun ervaring nu uitspeelden tegen hun vroegere bondgenoten.
Niettegenstaande ze tot legionairs kunnen toebehoord hebben, zijn een aantal artefacten minder van militaire aard, zoals een weegschaal en gewichten, sloten, vingerringen, scheermessen, sleutels, emmers, beitels, houwelen en hamers. Pannen en ketels, kruiken en lepels wijzen op de aanwezigheid van koks. Chirurgische instrumenten zijn afkomstig van medisch personeel en griffels en zegels van administratief personeel (schrijvers, 'klerken'). Een schijfvormige broche, juwelen en haarspelden suggereren de aanwezigheid van vrouwen, die deel uitmaakten van de kampvolgers. Resten van de bagagetrein zijn enkele fragmenten van karren en van het tuig van paarden en ezels en fragmenten van zilveren en glazen vazen. Glazen schijven maakten waarschijnlijk deel uit van de versiering van Romeins meubilair. Deze artefacten wijzen op luxueuze voorwerpen die in de karren van de bagagetrein kunnen zijn meegevoerd en suggereren dat de Romeinen niet verwacht hadden in een veldslag verwikkeld te raken. Verscheidene artefacten dragen een inscriptie, waaronder twee die naar een eerste cohort verwijzen. Het eerste cohort van elk legioen bevatte onder meer ingenieurs, bodes, boekhouders en klerken, functies die de staf van het legioen ondersteunden (officiales), en technische werklieden (fabri), zoals bv. timmerlui en (wapen)smeden. Een schietlood draagt de inscriptie 'CHOI', wat staat voor C(o)HO(rtis) I : 'behorend tot het eerste cohort'. Op de sluiter van een maliënkolder staat 'M AIUS (cohortis) I (centuriae) FABRICI(i) M AII (cohortis) I (centuriae) FAB(ricii)' : 'Marcus Aius van het eerste cohort, centuria van Fabricius, 'behoort tot Marcus Aius van het eerste cohort, centuria van Fabricius'. Tot welk legioen dit cohort behoorde is onbekend, maar de inscriptie toont aan dat minstens één legioensstaf aanwezig was te Kalkriese.
De archeologische site van Kalkriese toont duidelijk aan dat antieke slagvelden een afzonderlijke categorie vormen met betrekking tot het patroon van de preservatie van artefacten. Dit patroon is totaal verschillend van dat van sites waar personen begraven werden, sites van heiligdommen en cultusplaatsen of sites van bewoning. Soms kan de vondst van slingerkogels en pijl- en lanspunten een hulpmiddel zijn voor de identificatie en de locatie van antieke slagvelden. Maar in Kalkriese werden slechts twee pijlpunten en drie slingerkogels gevonden. Het is natuurlijk mogelijk dat de eenheden die boog en pijl en slingerkogels gebruikten (hulptroepen) niet grootschalig aan de veldslag deelnamen. De meeste (fragmentarische) artefacten die gevonden werden zijn niet het resultaat van gevechten, maar van de gevolgen ervan, vooral plunderen en het strippen van de lichamen van de overwonnenen. Het grote aantal artefacten van militaire aard wijst op de betrokkenheid van een groot, georganiseerd leger met een uitgebreide bagagetros en vele metalen wapens en dat dit leger volledig vernietigd werd op locaties die ver verwijderd waren van door Romeinen gecontroleerd gebied. De overwonnenen hadden geen enkele hoop op hulp en waren volledig overgeleverd aan de genade van de Germaanse krijgers. De vele beenderen en ook schedels die in meerdere massagraven ontdekt werden, graven waarvan we dankzij historische geschiedschrijvers weten dat zij niet door Germanen maar door Romeinen aangelegd werden zes jaar na de veldslag, vertonen sporen van zware houwen en impacten en wijzen er dus op dat de Romeinen brutaal door een overmacht aan aanvallers afgemaakt werden. De Germanen begonnen trouwens reeds op het slagveld zelf met het verwerken van metalen voorwerpen, vandaar dat de vele fragmenten die over het gehele gebied waar de gevechten, die drie of vier dagen duurden, plaatsvonden verspreid aangetroffen worden. De archeologische vindplaats van Kalkriese bevindt zich op een locatie die buiten de gebieden ligt die onder Romeinse controle waren. Het is dus zeker dat  de Romeinse artefacten afkomstig zijn van een veldslag, en niet van een Romeinse nederzetting. De vindplaats geeft de gelegenheid de verschillende sites met artefacten van variërende kwaliteit met variërende hoeveelheden en met variërende vondstendistributie met elkaar te vergelijken waardoor stap voor stap de ontwikkeling van een veldslag, die leidde tot de vernietiging van drie Romeinse legioenen, gereconstrueerd kan worden.
Volgens de Romeinse Geschiedenis van Lucius Cassius Dio (56:18-23) waren Germanen bekend om hun lust voor buit en was dit een van de redenen waarom zij tegen de Romeinen vochten. Romeinse legioenen waren getraind om hun gewonden te redden en zo lang mogelijk te verzorgen en om hun bagagetrein zo lang mogelijk te behouden (Tacitus, Annalen 1.64). In de context van de Slag bij het Teutoburgerwoud impliceert dit dat de Romeinen in het eerste gedeelte van dit défilé gevecht nog in staat moesten geweest zijn om hun gewonden mee te voeren en dus op te nemen in de bagagetrein. Het geringe aantal Romeinse artefacten over een lengte van ongeveer twaalf kilometer ten oosten en ten westen van de site Oberesch, waar het défilé gevecht zijn hoogtepunt kende, wijst er inderdaad op dat de Romeinen er nog in slaagden om hun gewonden mee te voeren en te verzorgen. Maar hoe dichter zij Oberesch naderden, en dus hoe zwaarder de gevechten werden, hoe meer gewonden en bagage zij moesten achterlaten, wat uiteindelijk resulteerde in grotere concentraties artefacten op de site Oberesch. Het meenemen en verzorgen van gewonden en het plunderen door de overwinnaars zijn twee belangrijke componenten waarmee rekening moet worden gehouden om de verspreiding van artefacten op antieke slagvelden te interpreteren. Deze twee soorten gedrag op het slagveld kunnen niet alleen de tastbare resten van een veldslag verminderd hebben maar ook in hoge mate beïnvloed. Het offeren van overwonnenen kan in het specifieke geval van de slag bij het Teutoburgerwoud een derde factor geweest zijn die na de veldslag de archeologische context beïnvloedde (Tacitus, Annalen 1.61), maar er werden te Kalkriese geen bewijzen gevonden die Tacitus' bewering ondersteunen (Rost, 2009b: 73-76). Omdat de veldslag een défilé veldslag was bereikte een groot aantal gewonden die tijdens eerdere gevechtsacties uitgeschakeld werden met de bagagetrein uiteindelijk het middelpunt en het finale stadium van de gevechten, waar ten gevolge van de zeer zware Germaanse druk de strikte organisatie van de legioenen inclusief de logistieke en medische diensten ineenstortte en waardoor het grootste deel van de troepen vernietigd werd. Op deze plaats (site Oberesch) werden vele legionairs gedood, ook zij die er gewond met de bagagetrein arriveerden. Hun uitrusting bleef ter plaatse achter. Dit alles resulteerde in het zeer grote verschil in de concentratie van Romeinse artefacten tussen de site Oberesch en de opgegraven gebieden ten oosten van deze site. Het zeer grote aantal fragmenten van uitrusting op de Obereschsite, uitrusting die oorspronkelijk de lichamen van de legionairs bedekte, wijst op de brutale plundering van de gesneuvelden. Waarschijnlijk werden de uitrustingen van de lichamen gerukt, wat een verklaring is voor de vele (afgebroken) fragmenten die vooral voor de wal verspreid liggen en die de plaatsen aangeven waar ooit dode Romeinse soldaten lagen.

#### Een Germaanse of een Romeinse wal?
Recent archeologisch onderzoek van de site te Oberesch onder leiding van professor Salvatore Ortisi, een specialist op het gebied van provinciale Romeinse archeologie aan de Universiteit van München, heeft erop gewezen dat de wal op de noordelijke flank van Kalkrieseheuvel Romeins in plaats van Germaans zou kunnen zijn.
In 2016 vond men een zandlaag met fragmenten van verkoold hout dat niet van het Teutoburgerwoud afkomstig is. Dit lanceerde een theorie dat de Romeinen in de finale momenten van de veldslag onder druk van een overmacht aan Germaanse krijgers haastig een versterkt noodkamp oprichtten. De houtfragmenten werden op de eerste eeuw v.Chr. gedateerd. Volgens Ortisi zou deze ontdekking de originele vaststelling dat de wal Germaans is op losse schroeven zetten en wijzen op een Romeins kamp dat door de Germaanse krijgers onder de voet werd gelopen. Dit zou volgens hem passen in de ons bekende historische geschiedschrijving van de slag bij het Teutoburgerwoud. In de namiddag of avond van de laatste dag van de veldslag wierpen de Romeinen onder toenemende Germaanse druk in allerijl een noodkamp op dat echter door de Germanen ingenomen werd waardoor de overblijvende legionairs door de noordelijke moerassen probeerden te vluchten. Opgravingen van het terrein achter de palissade had een grote concentratie Romeinse artefacten opgeleverd, waarvan men aanvankelijk dacht dat het de resten zijn van een verzamelplaats van oorlogsbuit vergaard door Germaanse krijgers. Maar volgens Ortisi wijzen deze artefacten op de verdediging van een Romeins kamp, waarbij hij zich dus baseert op de associatie van deze artefacten met de gevonden houtfragmenten in de zandlaag. Een ernstige tegenwerping tegen Ortisi's theorie is dat de constructie van een versterkt kamp tijdens een gevecht dat meerdere dagen in beslag neemt (zoals de Slag bij het Teutoburgerwoud) enkel mogelijk is op de eerste en/of op de tweede dag van de veldslag. Het is bekend dat het Romeinse leger in de legertros ook hout in karren meevoerde als aanvulling op hout dat zij in de omgeving vonden. De aanhoudende druk van aanvallen,  met als gevolg tijdsgebrek, maakt het moeilijk, zo niet onmogelijk, voldoende hout uit een versterkt kamp mee terug te voeren als aanvulling om er eventueel een volgend kamp mee op te richten. Hoe langer de Romeinse colonne onder druk stond hoe meer materiaal achtergelaten moest worden.
In 15 n.Chr. bezocht Germanicus het slagveld tijdens zijn strafexpedities tegen de Germanen. Indien de theorie dat de wal Romeins is stand houdt, lijkt het meer plausibel dat ze gebouwd werd door de troepen van Germanicus. Maar volgens Rost & Wilbers-Rost (2010;p. 121) had zulk een korte-termijn constructie met vele doorgangen en slechts één versterkt gedeelte als Romeins kamp geen zin.

## Plaats van de strijd
De plek waar de veldslag zich afspeelde was bijna 2000 jaar niet bekend. De belangrijkste aanwijzing voor de locatie was een toespeling op de Saltus Teutoburgiensis in sectie i.60-62 van Tacitus zijn Annalen, een gebied niet ver van het land tussen de bovenlopen van de Lippe en de Eems in het midden van Westfalen. Het gebrek aan geografische nauwkeurigheid bij Tacitus en de rekbaarheid van de Latijnse taal maakten het moeilijk de plaats van de slag te lokaliseren. Zo kan 'saltus' betekenen : woudgebergte, begroeid dal, bergpas en zelfs hachelijke positie.
Gedurende de negentiende eeuw deden vele theorieën over de werkelijke locatie van de slag de ronde. Een theorie pleitte met succes voor een lange beboste heuvelrug, de Osning, in de nabijheid van Bielefeld. Deze heuvelrug werd vervolgens omgedoopt tot het Teutoburgerwoud en werd de plaats waar het monument voor Hermann (het Hermannsdenkmal) werd opgericht.
De Duitse historicus Theodor Mommsen vermoedde in 1885, op grond van muntvondsten dat de slag in de buurt van Kalkriese had plaatsgevonden. Deze stelling kwam hem destijds op veel kritiek te staan, maar al in 1789 schreef Johann Eberhart Stüve in zijn geschiedenis van de stad Osnabrück dat de plaats van de veldslag in de buurt van deze stad moet hebben gelegen. Hij baseerde zich hierbij eveneens op zogenoemde Gaius-Lucius munten uit de verzameling van Heinrich Sigismund von Bar.
Het onderzoek en de opgravingen die in Kalkriese (52° 26′ 29″ NB, 8° 8′ 26″ OL) vanaf begin jaren negentig van de twintigste eeuw hebben plaatsgevonden, werden in gang gezet door de ontdekkingen vanaf einde jaren tachtig door de Britse amateurarcheoloog Majoor Tony Clunn van Romeinse munten uit de regeerperiode van Augustus (en geen enkele munt uit latere periodes) en enkele ovaalvormige loden slingerkogels. Clunn was met zijn metaaldetector aan het zoeken in de hoop een paar Romeinse munten te vinden. De opgravingen brachten al snel resten van wapens en uitrusting aan het licht. Ook werd een helm-masker van een Romeinse officier gevonden, vond men putten gevuld met beenderen en overblijfselen van de Germaanse versterkingen. Als gevolg hiervan wordt Kalkriese nu gezien als de plaats waar een deel van de slag, waarschijnlijk de beslissende fase, zich heeft afgespeeld. Kalkriese is een dorp, dat administratief deel uitmaakt van de stad Bramsche. Het ligt ten noorden van Osnabrück aan de uitlopers van de noordhelling van het Wiehengebergte, een kamachtige heuvelrug in de Duitse deelstaat Nedersaksen.
Kalkriese ligt ongeveer 60 kilometer ten noordwesten van het Hermannsdenkmal, de plaats waar men in de negentiende eeuw dacht dat de Slag bij het Teutoburgerwoud had plaatsgevonden.

## Romeinse vergelding

### Germanicus' campagne in het jaar 14 n.Chr.
Hoewel de schok van de Romeinse nederlaag enorm was, begonnen de Romeinen onmiddellijk met een langzame, systematische voorbereiding voor de herovering van het land. In 14 n.Chr., vlak na de dood van Augustus en de troonsbestijging van zijn erfgenaam en stiefzoon Tiberius, werd een massale inval uitgevoerd door de neef van de nieuwe keizer, de vooraanstaande veldheer Nero Claudius Germanicus. Hij voerde een verrassingsaanval op de Marsi uit. De Bructeri, Tubanti en Usipeti schoten deze stam te hulp en legden een hinderlaag voor Germanicus' troepen, toen deze op weg waren naar hun winterkwartieren; deze coalitie van Germaanse stammen werd echter verslagen. Hierbij leden de Germanen zware verliezen.

### Campagnes in het jaar 15 n.Chr.
Het volgende jaar werd gekenmerkt door twee grote campagnes en een aantal kleinere gevechten. De Romeinen beschikten nu over een groot leger van naar schatting 55.000-70.000 man. Dit leger werd gesteund door zeestrijdkrachten. In het voorjaar van 15 n.Chr. viel de legatus Augusta pro praetore Aulus Caecina Severus de Marsi voor een tweede keer aan. Hij had een troepenmacht van ongeveer 25.000-30.000 mannen tot zijn beschikking. Hiermee veroorzaakte hij opnieuw een grote ravage in het land van de Marsen. Ondertussen hadden Germanicus' troepen een fort gebouwd op de berg Taunus. Vandaar trok hij met ongeveer 30.000-35.000 legionairs op tegen de Chatti. Veel van de Germanen vluchtten over een rivier en verspreidden zich in de bossen. Germanicus marcheerde nu op naar Mattium, de oude 'hoofdstad' of hoofdnederzetting (Latijn : caput gentis) van de Chatti. Volgens de beschrijving in de annalen van Publius Cornelius Tacitus lag Mattium in de ruimere omgeving van de huidige stad Fritzlar in de deelstaat Hessen. Weer volgens Tacitus brandde Germanicus Mattium af onmiddellijk nadat zijn leger de rivier de Eder overgestoken was.
Na aanvankelijke succesvolle schermutselingen in de zomer van 15 n.Chr., met inbegrip van de gevangenneming van Arminius' vrouw Thusnelda, stuurde Germanicus als onderdeel van de strafexpedities ook een legeronderdeel onder het bevel van Caecina naar de Bructeri die medeverantwoordelijk waren voor het uitmoorden van de Varuslegioenen. Volgens Tacitus vond de legionair Lucius Stertinius de adelaar (het veldteken) van legio XIX (het XIXe legioen) terug die zes jaar eerder door de Bructeri tijdens de Slag bij het Teutoburgerwoud veroverd werd. Toen het Romeinse leger het woongebied van de Bructeri plunderde, naderden de troepen het gebied van de veldslag van 9 n.Chr. Zij passeerden eerst de resten van het legerkamp van waaruit Varus in 9 n.Chr. (waarschijnlijk in de maand september) richting het Teutoburgerwoud vertrokken was. De afmetingen van dit kamp kwamen overeen met de omvang van drie legioenen, minstens 18.000 manschappen (inclusief vier cohorten of ongeveer tweeduizend man hulptroepen). Verderop vonden Germanicus' troepen duizenden beenderen van de gesneuvelde legionairs van Varus op de plaats waar zij gesneuveld waren, in clusters of afzonderlijk. Het was bekend dat de Germanen de stoffelijke overschotten van de gesneuvelde Romeinen onbegraven in de open lucht hadden achtergelaten. Tussen de skeletten lagen delen van wapens en paardentuig. Tegen de bomen waren ingeslagen schedels vastgespijkerd en ooggetuigen (veteranen en voormalige krijgsgevangenen) die de veldslag hadden meegemaakt wezen de open plaatsen in het bos aan waar de Germanen altaren hadden opgericht waarop de hoge officieren en de centurio's gemarteld en gedood werden, de plaatsen waar soldaten waren opgehangen, de adelaars waren buitgemaakt en andere veldtekens waren vertrapt, en ook de plaats waar Varus zelfmoord pleegde. Germanicus' legionairs verzamelden de beenderen van hun gesneuvelde en vermoorde collega's die na een rituele begrafenis met een grafheuvel bedekt werden. Germanicus betuigde de gesneuvelden militaire eer en deelde in het verdriet en de woede van zijn soldaten. Tacitus schreef : "... zij zagen allen als verwanten en als van hun eigen bloed ...".

### Strijd in 16 n.Chr.
In 16 n.Chr. trokken de Romeinen onder leiding van Germanicus samen met geallieerde Germaanse hulptroepen, weer op in Germania superior. In de buurt van het moderne Minden trokken zij de Weser over. Daarbij leden de Romeinen lichte verliezen. Germanicus wist de Germanen tot een open veldslag bij Idistaviso (de Slag bij de Weser) te dwingen. Germanicus' legioenen brachten in deze slag enorme verliezen toe aan de geallieerde Germaanse legers. Zelf leden zij slechts lichte verliezen. Een laatste slag werd uitgevochten bij de Angrivarische muur ten westen van het moderne Hannover. Het patroon van hoge aantallen Germaanse dodelijke slachtoffers herhaalde zich ook hier. De overlevende Germanen sloegen op de vlucht. In de zomer van 16 n.Chr. trok Caius Silius tegen de Chatten op met 33.000 mannen. Germanicus ten slotte viel de Marsi voor een derde keer aan en verwoestte hun land voor de derde keer. Tijdens deze campagne werd de adelaar van het XVIIe of het XVIIIe legioen teruggevonden.

## Invloed op de Romeinse expansie
De negentiende-eeuwse Britse historicus Edward Creasy rekende het verlies van de Romeinse legioenen onder zijn vijftien meest beslissende veldslagen in de wereld. Hij stond daarbij in een zekere traditie. Vanaf het moment van de herontdekking van de Romeinse bronnen in de vijftiende eeuw, werd de Slag bij het Teutoburgerwoud als een cruciale veldslag gezien, die een einde had gemaakt aan de Romeinse expansie in Noord-Europa. Deze gedachte werd vooral in de negentiende eeuw dominant. Daar vormde deze notie een integraal onderdeel van de mythologie van het Duitse nationalisme.
Meer recent hebben sommige wetenschappers deze interpretatie ter discussie gesteld. Zij hebben op diverse redenen gewezen waarom de Rijn een veel praktischere grens voor het Romeinse Rijk zou hebben gevormd dan enige andere rivier in Germania. Logistiek konden aan de Rijn gelegerde legioenen vanuit het Middellandse Zeegebied worden bevoorraad via de Rhône, Saône en Moezel, met een slechts korte route van enkele tientallen kilometers over land. Een aan de Elbe gelegerd Romeins leger zou daarentegen door een veel te lange route over land of over de toen nog zeer gevaarlijke zuidelijke Noordzee bevoorraad moeten worden. Ook was het Rijngebied op het moment van de Gallische verovering economisch gezien al zo ontwikkeld dat er steden en grote dorpen aan gelegen waren. Noord-Germania was daarentegen veel minder ontwikkeld; er waren minder dorpen en ook bestond er geen noemenswaardig voedselsurplus. De Rijn was dus vanuit Romeins perspectief een significant betere optie, want veel beter in staat om omvangrijke garnizoenen logistiek te ondersteunen dan andere Germaanse regio's ten noordoosten ervan. Het waren dus vooral praktische redenen om na de expansie in 47 n.Chr. nu definitief terug te vallen op de Rijngrens. (zie Limes)

## Romeinse bronnen

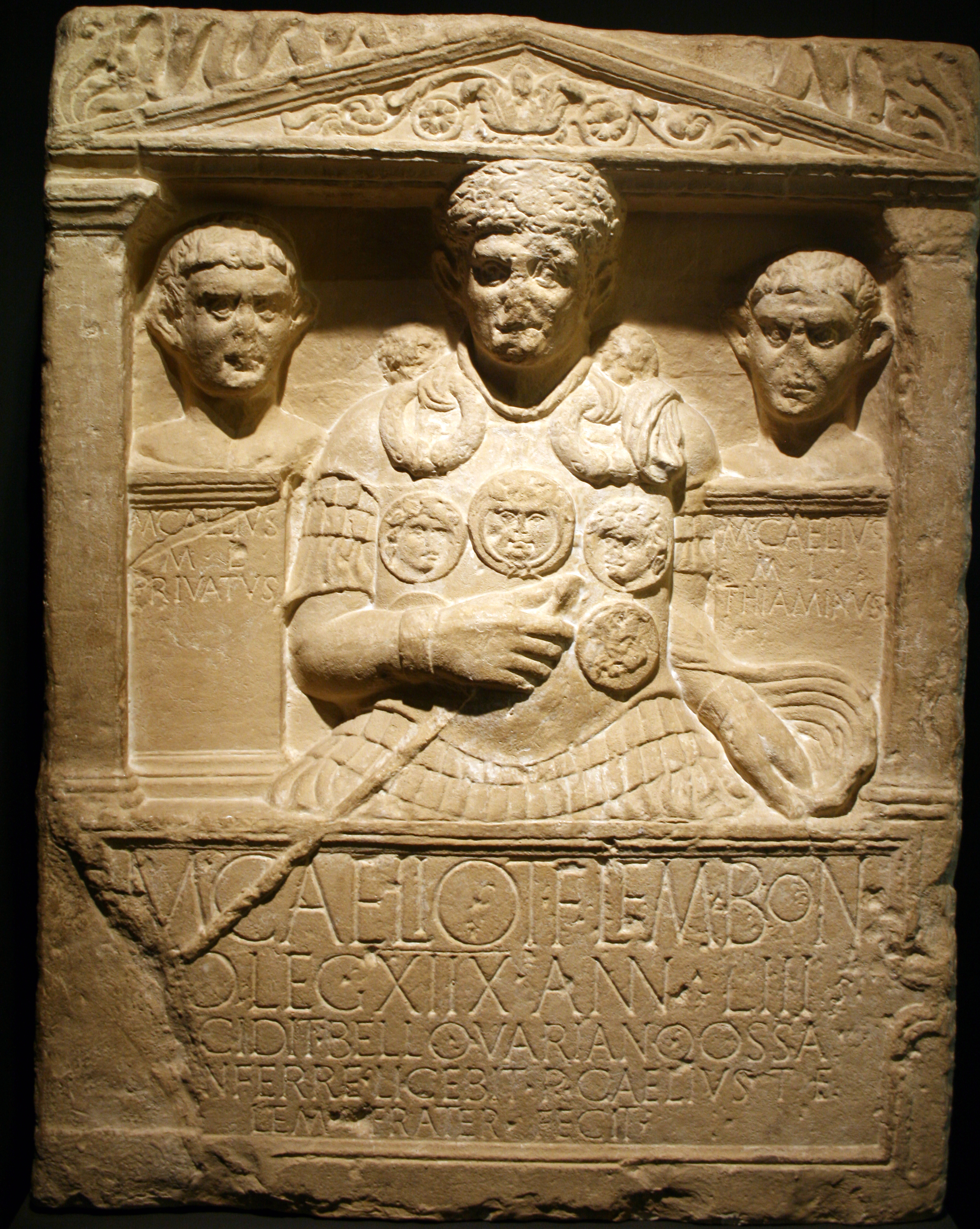
Cenotaaf voor Marcus Caelius, centurio van het 18e legioen uit Bononia van de tribus Lemonia, 53 jaar, die viel in de bello variano, lange tijd het enige archeologisch bewijs voor de veldslag

Onderstaande lijst geeft alle bekende verwijzingen naar de strijd in de literaire bronnen uit de klassieke oudheid. Hoewel de beschrijving in Dio Cassius' Romeinse geschiedenis het meest gedetailleerd is, werd dit werk bijna twee eeuwen na de gebeurtenis geschreven en wijzen sommige nieuwe details, die niet vermeld worden door eerdere auteurs, er zeer waarschijnlijk op dat zijn werk eerder als een literaire bewerking van de gebeurtenissen moet worden gezien, dan als een echt betrouwbare historische beschrijving.
- Ovidius, Tristia (Zorgen), dichtwerk door Ovidius in 10 en 11 na Christus vervaardigd
- Marcus Manilius, Astronomica, een gedicht uit de eerste helft van de eerste eeuw
- Strabo, Geografia 7:1.4, geografisch-thematische geschiedenis rond het jaar 18 geschreven
- Marcus Velleius Paterculus, Romeinse geschiedenis 2:117-120, geschiedenis uit het jaar 30
- Tacitus, Annalen 1.3, 1.10, 1.43, 1.55-71, 2.7, 2.41, 2.45, geschiedenis geschreven in het jaar 109
- Suetonius, Leven van de Twaalf Caesars: Augustus 23, Tiberius 17-18, serie biografieën uit het jaar 121
- Florus, Epitome de T. Livio Bellorum omnium annorum DCC Libri duo 2:30, geschiedenisy/panegyricus, geschreven in de vroege tweede eeuw, ongeveer 100 jaar na de slag.
- Dio Cassius, Romeinse geschiedenis 56:18-24, geschiedenis geschreven in de eerste helft van de derde eeuw

## De Slag bij het Teutoburgerwoud in hedendaagse cultuur
- De stripreeks De adelaars van Rome vertelt over Arminius en de Slag bij het Teutoburgerwoud.
- De Netflix-serie Barbaren gaat over de slag.